# Cerion
Cerion é um género de gastrópode  da família Cerionidae.
Este género contém as seguintes espécies:
- Cerion nanus